# Токха
Токха — город района Катманду в Провинции № 3 Непала, который был образован путем слияния деревень. Назван в честь одноименного исторического города.

## Население
Согласно переписи населения Непала в 2011 году, Токха имеет население 99 032 человек. Общая численность мужчин составляет 48 323, женщин 50 909.